# João de Carvalho
João Manuel Correia Pires de Carvalho, com o nome artístico João de Carvalho (Lisboa, 25 de Fevereiro de 1955), é um actor e encenador português. É filho do actor Ruy de Carvalho e da sua mulher, já falecida, Rute da Nóbrega Pereira Correia.

## Biografia
Foi aluno do Liceu Camões e do Liceu D. Pedro V e frequentou posteriormente a Faculdade de Letras da Universidade de Lisboa, no Curso de História.
Iniciou a sua carreira de actor na televisão, ainda com a "Noite de Teatro", emitida sempre às segundas-feiras, em directo. Tinha então apenas 4 anos de idade.
Simultaneamente, iniciou-se no Teatro Radiofónico Infantil, com Alice Ogando e Madalena Patacho.
Em 1974, estreou-se profissionalmente junto de Laura Alves, integrando a Companhia de Teatro da RTP no Teatro Maria Matos. Aí, como Actor profissional, o seu primeiro espectáculo foi a peça "Legenda do Cidadão Miguel Lino" de Miguel Franco, a que se seguiram obras de Tchekhov, Brecht, Ibsen, Bernardo Santareno, Manuel da Fonseca, Almeida Garrett ou Ramada Curto. No mesmo teatro veio a participar na fundação e na direcção da Cooperativa Repertório, onde participou em "O Encoberto" de Natália Correia, "O Pato" de Georges Feydeau, "O Crime do Padre Amaro" e "A Tragédia da Rua das Flores" de Eça de Queiroz, "O Avarento" de Molière, "Schweyk na Segunda Guerra Mundial" de Bertolt Brecht, entre muitas outras.
Em 1984, entra para o elenco permanente do Teatro Nacional D. Maria II, onde exerceu vários cargos entre os quais o de Director de Cena. Aí, teve oportunidade de representar peças como "Rei Lear" e "Ricardo II", de William Shakespeare, "O Crime da Aldeia Velha" de Bernardo Santareno, "As Três Irmãs" de Anton Tchekhov, "A Real Caçada ao Sol" de Peter Shaffer, "Mãe Coragem e Seus Filhos" de Bertolt Brecht, "O Leque de Lady Windermere" de Oscar Wilde, "O Fidalgo Aprendiz" de Molière, "Romance de Lobos" de Ramón del Valle-Inclán, de "Germânia II" de Heiner Müller, "Minetti" de Thomas Bernhard, "Zaca-Zaca" de António Torrado, "Passa Por Mim no Rossio", de Filipe La Féria e diversas obras de Gil Vicente, Raul Brandão ou Almeida Garrett.
Como actor e encenador independente, participou em vários espectáculos teatrais, como por exemplo "Dom Juan Regressa da Guerra" de Ödön von Horváth, "Um Inimigo Público" de Henrik Ibsen, "O Urso" de Tcheckov, "Ratos e Homens" de John Steinbeck ou "Palhaço de Mim Mesmo", do seu cunhado Paulo Mira Coelho, e onde contracenou com o seu pai, Ruy de Carvalho.
No Teatro Infanto-Juvenil participou em diversos espectáculos, como por exemplo "Zaca-Zaca", "O Aprendiz de Feiticeiro", "Falar Verdade a Mentir" ou "Auto da Índia".
A sua actividade estendeu-se ainda ao Cinema, onde participou em várias longas-metragens, tendo sido a última no filme "Dos Rivales Casi Iguales" (2007), do Realizador Miguel Ángel Calvo Buttini.
Temporariamente abandona a carreira artística para se dedicar à actividade de autarca, tendo sido candidato, pelo PSD, à Câmara Municipal de Vila Franca de Xira nas eleições autárquicas de 2013.

## Vida Pessoal
Casou com Helena Vieira de quem tem dois filhos, João Ricardo Vieira Correia Pires de Carvalho (16 de Dezembro de 1982) e Diogo Vieira Correia Pires de Carvalho.

## Televisão
- Sabadabadu RTP 1981 'vários personagens'
- Vila Faia RTP 1982 'Rafael'
- Origens RTP 1983 'Firmino'
- Fim de Século RTP 1984
- Os Homens da Segurança RTP 1988 'testemunha'
- Eu Show Nico RTP 1988
- Duarte & C.a RTP 1988
- Passerelle RTP 1988 'Zé Ricardo'
- Caixa Alta RTP 1989 'Dr. João Ferreira'
- Grande Noite RTP 1993 'vários personagens'
- Clube Paraíso RTP 1994 'Teixeira'
- Sozinhos em Casa RTP 1994 'Vidocas'
- Nico D'Obra RTP 1994 'médico'
- Os Malucos do Riso SIC 1995 'vários personagens'
- Nós os Ricos RTP 1996
- A Mulher do Senhor Ministro RTP 1997 'Adalberto'
- Médico de Família (série) SIC 1998
- Major Alvega RTP 1999 'Victor'
- Um Sarilho Chamado Marina SIC 1999
- A Hora da Liberdade SIC 1999 'Luís Macedo'
- A Senhora das Águas RTP1 2001 Aníbal
- Inspector Max TVI 2004
- Floribella SIC 2007 'Óscar'
- Uma Aventura SIC (2005-2007)
- Detective Maravilhas TVI 2007/2008 'Xavier'
- Deixa-me Amar TVI 2008 'Jeremias'
- Chiquititas SIC 2008 'Rui'
- Feitiço de Amor TVI 2008/2009 'Cristóvão'
- Equador TVI 2009 'Eduardo Costa'
- Pai à Força RTP 2009
- Camilo, o Presidente SIC 2009/2010
- A Minha Família RTP 2010 'encenador'
- Laços de Sangue SIC 2011
- Morangos com Açúcar TVI 2011 'Gabriel'
- Remédio Santo TVI 2012
- Os Compadres RTP 2013 'Costa'
- Destinos Cruzados TVI 2013 'Gonçalo Saldanha'
- Bem-Vindos a Beirais RTP 2014 'Hermínio Henriques'
- A Serra SIC 2021 'Moisés Folgado'

## Filmografia
- A Vida É Bela?! (1982)
- Oliver e Seus Companheiros (1988) Roscoe